# Coal Branch
Coal Branch est un hameau, situé sur l'Île de Terre-Neuve, dans la province de Terre-Neuve-et-Labrador, au Canada.